# キタノ商事
キタノ商事株式会社（KITANO SHOJI Co.,Ltd.）は、日本の菓子食品輸入卸売業者である。

## 会社概要
1948年に大阪府で創業し、イタリア ロアカー社のウエハース、ドイツ バールセン社のビスケット、イギリスアララ社のミューズリーなど欧州をはじめとした世界の食料品を扱う輸入商社。
明治屋、紀ノ国屋、成城石井、カルディコーヒーファームなど国内の輸入食料品販売店へ卸売販売している。
自社店舗はなし。

## 取扱ブランド
- ロアカー - 北イタリアとオーストリアに本社と工場があるウエハースの商標で、世界100か国以上へ輸出する。イタリアNo.1ウエハースブランド。
- バールセン - ハノーバのビスケットの商標で、「ビスケット」のドイツ語である「keks」の語源となったビスケットを130年以上前に発売した。
- サンカルロ - ミラノのポテトチップスの商標である。イタリアNo.1ポテトチップスブランド。
- アララ - ロンドンのシリアルの商標で、世界で初めてオーガニック認証を取得してサスティナブル フード アワード2019でサスティナブル パイオニア賞を受けた。